# 偏関県
偏関県（へんかん-けん）は中華人民共和国山西省忻州市に位置する県。

## 歴史
五代十国時代、後漢により設置された偏頭寨を前身とする。元朝になると偏頭関、明朝には偏頭関千戸所が設置された。1725年（雍正3年）に清朝により偏関県が設置された。
1958年に廃止となり河曲県に編入されたが、1960年に再設置され現在に至る。

## 行政区画
- 鎮:新関鎮、老営鎮、万家寨鎮、水泉鎮、尚峪鎮、老牛湾鎮
- 郷:窯頭郷、楼溝郷